# Birrificio Feldmann
Il Birrificio Feldmann è stata una fabbrica di birra situata a Blumenau nello Stato di Santa Catarina in Brasile.
Fu fondata dal tedesco Heinrich Feldmann nel 1898, in una frazione della città di Blumenau chiamata Vila Itoupava, all'inizio aveva una produzione artigianale e in piccola scala. Feldmann, per fabbricare la birra, ha utilizzato un'antica ricetta portata dalla Germania dai suoi antenati tedeschi in Brasile. Con il passare del tempo, la richiesta di questa buona birra ha avuto una considerevole crescita aumentando la sua clientela fino a raggiungere il commercio e le aziende della frazione di Vila Itoupava e la zona centrale di Blumenau; le tipologie più richieste erano la Victoria e la Bock.
La Birreria Feldmann è stata la prima birreria in Brasile a creare, produrre e commercializzare una birra del tipo Bock.
All'epoca venivano prodotte 2 volte a settimana 1.200 bottiglie.

## L'inizio della produzione di liquori
Con la morte di Heinrich Feldmann, avvenuta nel 1930, suo figlio Heinrich Feldmann Junior ha modificato il nome dell'azienda in Kranapel. Feldmann Junior ristrutturando la fabbrica ha introdotto anche la produzione di liquori.
La fabbrica ha smesso di produrre birra nel 1954 e ha cessato del tutto l'attività nel 1978.

## Tipologie di birre
- Birra tipo Bock
- Birra tipo Malta
- Birra Massarandubense
- Birra Victoria
- Gazosa Especial
- Gengibre Claus Feldmann

## Al giorno d'oggi
Per molti anni l'edificio della birreria e tutte le macchine per la produzione di birra al suo interno sono stati lasciati inattivi e abbandonati, ma con l'iniziativa della Fondazione Culturale di Blumenau, insieme all'azienda Momento Ingegnaria Ambiente, furono completamente ristrutturati, ampliati e rivitalizzati per l'installazione e creazione del Centro Culturale della Vila Itoupava, un'area di educazione culturale, ambientale e patrimoniale. La raccolta del Museo della Birra è costituita dai macchinari e da materiale vario dell'antica birreria, oltre che dagli utensili che sono stati donati e che fanno parte della vita quotidiana degli agricoltori che hanno vissuto e che vivono tuttora nella regione di Blumenau.